# Famille des Porcellets
 (septembre 2008).
La Maison des Porcellets (ou de(s) Porcelet, ou de Porcellets, de(s) Porcellet, ou de(s) Porcelets, ou Porcelet, ou encore Pourcelot) est une importante famille noble, considérée comme une des plus illustres Maisons de Provence. 
D'après un hagiographe du XIXe siècle, l'épithète que le Roi René plaçait à côté du nom de Porcellets dans sa liste des principales familles historiques de Provence était Grandeur. À son apothéose, sa devise était Genus Deorum, deinde gens Porcella (« D'abord la race des dieux, puis la famille des Porcellets »). Selon l'historien Aubin Louis Millin, « le nom de Porcellets était si célèbre et si respecté en Orient, que les Sultans, pour la garantie des traités, demandaient la remise de places importantes, des otages, ou la parole d'un Porcellets ».

## Historique
Ses armes sont d'or, à un porcelet sable.

Arles et le Bourg des Porcellets (la Roquette) en bas à gauche.

Le nom de Porcellet est connu en Provence de toute antiquité et cette Maison a joui des plus beaux privilèges.
Un certain seigneur du nom de Porcellets, dès l'an 1000, était seigneur de la partie d'Arles, nommée le Bourg-Vieux des Porcellets.
La Maison des Porcellets était une maison d'ancienne chevalerie, dont Bertran, sacriste de la cathédrale Saint-Trophime à Arles, partit en Terre Sainte où il cosigna le testament de Raymond de Saint-Gilles, comte de Toulouse, lors du siège de Tripoli en 1105.
Le patronyme Porcelet existant à Besançon (Doubs) dès le XIIIe siècle provient de la branche beaucairoise du lignage aristocratique « Porcelet d’Arles » repéré en Provence à partir du XIe siècle, branche dite « des seigneurs de Maillane ». Dans le Comté de Bourgogne (future Franche-Comté) le patronyme Porcelet subira en quelque deux siècles les adaptations phoniques puis calligraphiques propres à cette province qui le conduiront à Porcelot puis à Pourcelot.
Cette famille était encore représentée au XIXe siècle dernier par sa branche beaucairoise des marquis de Maillane, toutes les autres branches s'étant éteintes par absence d'héritier mâle.

### L'histoire arlésienne
Parmi toutes les familles de chevaliers vassi urbis Arelatensis, la plus puissante est celle des Porcellets. Les Guerres Baussenques ont servi ses intérêts. En 1162, le dénouement de cette crise corrobore leur choix politique en faveur des comtes de Provence. Tandis que les châteaux de Trinquetaille et des Baux sont pris, la fin du XIIe siècle consacre la puissance de cette famille. Elle va alors jouer en Provence, jusque dans les années 1210, un rôle politique de premier plan. Entre 1162 et le début du XIIIe siècle le pouvoir des Porcellets devient considérable.
Ils occupent une place de choix dans la suite comtale et participent à l'affermissement du pouvoir de la maison de Barcelone. Sous Alphonse Ier (1166-1196), Porcel (1150-1184) se voit confier d'importantes missions diplomatiques dans le Languedoc qui aboutissent le 18 avril 1176 à la paix de Jarnègues. Il participe la même année à l'expédition militaire du comte en Provence occidentale et en décembre 1178, il est nommé au conseil restreint du comte Raimond Bérenger à qui Alphonse Ier a délégué son autorité sur la Provence. Son fils, Guillaume, épouse Ermessinde d'Uzès, fille de Bermond Ier d'Uzès.
Les Porcellets mènent également une politique de prestige personnelle au détriment des vieux opposants à la maison de Barcelone. En 1188, ils battent ainsi dans une guerre privée la maison de Fos, victoire qui leur permet d'agrandir leur domaine dans le pays de l'étang de Berre et dans la ville d'Aix-en-Provence.
Le rôle important joué par les Porcellets s'explique par un patrimoine important maintenu par une cohésion lignagère qui apporte les moyens matériels indispensables à cette politique de prestige. Ils sont possessionnés contrairement aux autres grandes familles d'origine aristocratique plus ancienne, uniquement en Provence occidentale où ils possèdent d'importants biens à Arles (Vieux-Bourg), en Camargue et en Crau avec des redevances sur le commerce, la vente du sel et la commercialisation des produits d'élevage et de la pêche.
Les prêts énormes consentis par les Porcellets aux différents comtes et archevêques dans la seconde moitié du XIIe siècle (jusqu'en 1206) témoignent de cette nouvelle puissance. La cession pure et simple ou remise en gage de revenus en compensation de ces prêts expliquent le rôle sans cesse croissant joué par ces chevaliers arlésiens.
En 1206, la menace se fait pressante à Arles pour les grandes familles car l'Église demande une plus grande coopération dans son inquisition et sa lutte contre les Albigeois, ce qu'elles refusent. L'archevêque accroit son pouvoir dans la ville en s'arrongeant le droit de nommer les consuls. Dans ces conditions, les Baux et les Porcellets passent en juillet 1207 à Arles un pacte avec Alphonse II de Provence avec lequel ils décident d'unir leurs efforts contre l'archevêque de la ville. En janvier 1208, cette attitude anti-épiscopale se traduit par le meurtre du légat Peire de Castelnau qui venait d'excommunier le comte de Toulouse (la raison étant son manque de coopération dans la lutte contre les Albigeois) assassiné par un proche du comte de Toulouse et des Porcellets aux portes d'Arles (probablement à Fourques ou à Trinquetaille). À la suite de cet incident et de l'opportunité offerte par le décès du comte de Provence, Alphonse II, le 2 février 1209 à Palerme, le conflit va désormais s'étendre.
La conséquences de ce meurtre est la croisade contre les Albigeois entreprise dès la fin du mois de juin 1209 par les troupes conduites par le baron Simon de Montfort et le légat du pape Arnaud Amaury qui déferlent en Provence et Languedoc. Arrivée dans la cité vers le 15 juillet, cette armée impose sa loi et le parti anticlérical arlésien est alors sévèrement châtié : le château des Porcellets érigé sur l'île de la Cappe est par exemple démantelé.
La mort du comte de Provence Adolphe II à Palerme et l'éloignement de son fils Raimond Bérenger IV de Provence à Forcalquier, puis en Aragon sous la tutelle de Nuno Sanche de Roussillon, avait laissé le pouvoir comtal orphelin. Ainsi profitant de la situation, le suzerain du comté provençal, le nouvel empereur germanique Otton de Brunswick sacré par le pape Innocent III en octobre 1209, nomme dès le mois de novembre l'anglais Gervais de Tilbury, un proche de l'ancien archevêque Imbert d’Eyguières, maréchal du royaume d'Arles résidant à Arles. De son côté, à la veille de la bataille de Muret (12 septembre 1213), l'archevêque d'Arles, Michel de Mouriès (aussi appelé "de Morèse") qui a su profiter du retrait du comte de Provence et de la présence des légats et croisés, parvient à rétablir sa domination complète sur la cité et encouragé par ses succès, tente d'imposer une théocratie.
Après la bataille de Muret et de Bouvines, une autre puissance apparaît, celle des Hohenstaufen, à la fois soutenue par le roi de France et le pape Innocent III. Les féodaux laïcs tels les Porcellets et les Baux sont alors en situation de faiblesse face aux seigneurs ecclésiastiques.
Hugues III des Baux s’allie alors en 1214, à Nuno Sanche de Roussillon, régent de Provence, et à Bertrand Porcelet contre la ville d’Arles et son archevêque. Le patriciat est en effet opposé à toute forme d’intervention de l’Église dans le gouvernement urbain. Il est particulièrement sensible à l’exemple fourni par le consulat de Saint-Gilles en pleine décadence sous l’influence de l’abbé et encouragé par l’émancipation de Marseille contre son évêque. Par une action militaire commune, cette coalition redonne temporairement le consulat aux adversaires de l'archevêque. Guillaume des Baux se rapproche de son côté du nouvel empereur Frédéric II du Saint-Empire qui lui confie en 1215, le royaume d'Arles. Après le concile de Latran de 1215 où Guilhem Porcelet conseille le comte Raimon VII de Toulouse, les Porcellets participent au siège de Beaucaire et à la reconquête de la Basse Provence par la maison de Toulouse en 1216. Ils ne parviennent cependant pas à rallier les arlésiens à la cause du comte de Toulouse et à les détacher de leur fidélité à leur archevêque, Michel de Mouriès. En effet à la suite de rapports conflictuels entre le patriciat et les autres classes arlésiennes l’archevêque, soutenu par les troupes de Simon de Montfort, rallie la grande majorité des arlésiens en profitant de ces dissensions. Ainsi en 1217, les nouveaux consuls élus doivent faire allégeance à l’Église.
Toutefois, le conflit avec le parti aristocratique risque d’être une aubaine pour les puissances extérieures à la cité, en particulier pour le comte de Provence. Le jeune comte Raymond Béranger, exfiltré d'Aragon où il était retenu, revient en effet en Provence en 1216 marquant ainsi la rupture définitive avec le royaume d'Aragon. Il change radicalement de politique par rapport à son père Alphonse II de Provence et à son oncle Nuno Sanche de Roussillon et entreprend sous l'autorité initiale de sa mère et de ses conseillers, de réduire l'autonomie des familles aristocratiques en se rapprochant de l'Église et en s'appuyant sur le haut clergé provençal dont son représentant à Arles, l'archevêque Michel de Mouriès décédé le 21 juillet 1217 est remplacé par l'ancien prévôt de Marseille, Uc Béroard. À Arles, c'est alors que commence le déclin progressif des Porcellets.
En réaction à cette tentative et profitant à la fois de l'absence du nouvel archevêque Hugues Béroard qui prolonge jusqu'au début 1219 son séjour à Rome et de la fortune des armes qui favorise à son tour la maison de Toulouse, les Porcellets, les Baux et les autres familles unissent leurs efforts entre 1220 et 1235 à l'oligarchie arlésienne (République d'Arles) qui entame une politique unitaire sous l'égide du podestat. Ce mode de gouvernement correspond à un nouvel équilibre des forces et apporte des limitations aux prérogatives de l’archevêque. Sous la direction de ces gouverneurs aux pouvoirs temporaires mais quasi dictatoriaux, les Arlésiens agrandissent le territoire de la commune et entrent en conflit avec Marseille (vers 1228-1230) qui cherche également à construire un hinterland. La cité, courtisée par l'Empereur et le comte de Provence, a également une politique étrangère et passe des accords avec des villes voisines comme Nîmes et des cités républiques italiennes.
À partir de 1235, pour le patriciat et les familles les plus riches de la cité, l’émancipation communale doit prendre la voie de la confrérie des bailes (septembre 1235 – juillet 1238). D’origine essentiellement aristocratique avec quelques bourgeois enrichis, cette confrérie est dirigée par Bertrand et Raymond Porcelet. Elle est profondément anticléricale et liée aux Cathares, le patriciat redoutant la richesse croissante des ordres religieux. Ce mouvement provoque le sac du palais de l’archevêque qui doit s’exiler, l’usurpation de biens ecclésiastiques et la suppression des sacrements ecclésiastiques. La papauté, sans désavouer l'archevêque d'Arles, prend également ses distances. Elle redoute en particulier que dans l'agitation du mouvement communal, les tribunaux inquisitoriaux puissent servir les intérêts politiques de l'épiscopat local. Ainsi, le pape lui enlève la juridiction de l'inquisition et en 1235, le légat Jean de Bernin, archevêque de Vienne nomme des juges issus de l'ordre des prêcheurs pour la Provence. Les dominicains contrôlent désormais l'inquisition du comté, jusqu'en 1249 où elle passe aux mains des franciscains.
En 1239, l'archevêque Jean Baussan fait appel au comte de Provence devenu le champion de la cause épiscopale. Le comte accourt et avec ses troupes chasse le vice-roi Béroard de Lorette qu'il oblige à se réfugier à Avignon. L'archevêque est rétabli, mais en retour il doit céder au comte à titre viager la juridiction d'Arles et tout ce que la commune possédait avec ses revenus et charges. En réalité, le comte obtient bien plus ; il s'empare également des droits de la famille des Porcellets sur le Vieux-Bourg en représailles de leur conduite lors de cette rébellion… La Cité et le Vieux-Bourg sont à nouveau séparés, rompant l'unité conquise en 1202 par l'archevêché avec les Porcellets.

### La conquête du royaume de Naples
Plus tard, en 1265, une fois son pouvoir affermi en Provence, Charles d'Anjou se lance à la conquête du royaume de Naples grâce au soutien de la noblesse provençale au sein de laquelle la famille des Porcellets se distingue. Le 15 mai, il s'embarque à Marseille. Une grande partie de la noblesse arlésienne l'accompagne : Raymond, Bertrand et Barral des Baux, Guillaume de Porcelet, Bertrand et Richard d'Allamanon, Jacques et Rostang de Gantelmy et Feraud de Barras. Ainsi, la noblesse arlésienne se transforme et va désormais rechercher les honneurs, rentes et carrières auprès du comte. Arles et la Provence vont alors perdre progressivement le rôle central qu'ils avaient jusqu'alors dans les affaires comtales désormais accaparées par l'Italie.

### Chronologie succincte
(avril 2010).
- 1113 : Lors de l'hommage au nouveau comte de Provence, Raimond Bérenger III, les comtes de Fos, parmi d'autres, ne figurent pas parmi les familles représentées. À l'inverse, les Porcellets et les Baux reconnaissent le nouveau comte.
- 1114-1115 : de nombreux nobles arlésiens (les Porcellets, les Baux) participent avec le comte de Provence et les Pisans à la croisade de Majorque.
- 1120 : Une flotte génoise, pisane et arlésienne aide les Galiciens contre les musulmans d'Espagne ; 14 navires arlésiens sont présents conduits par les Baux et les Porcellets (7 commandés par Raymond des Baux, 7 par Sacristan de la famille des Porcellets).
- 1155 : Les trois seigneurs d'Arles, l'archevêque, les Baux (Hugues des Baux et ses frères) et les Porcellets signent un traité avec Gênes.
- 1176 : Le 18 avril, dans l'île de Jarnègues, l'arlésien Porcel (de la Maison des Porcellets) est témoin de la paix entre Alphonse Ier et Raymond VI de Toulouse. En avril, Alphonse Ier signe une reconnaissance de dette à l'arlésien Bertran Porcellets pour des sommes empruntées par Raimond Bérenger de Barcelone, Bérenger Raimond de Provence et lui-même. En gage de ces sommes, il lui confirme divers droits sur les marchandises et les pâturages d'Arles.
- 1178 : Le 30 juillet, couronnement de l'Empereur romain germanique, Frédéric Ier Barberousse par l'archevêque d'Arles, Raimon de Bollène. En décembre, dans le diplôme dressé à Tarragone où Alphonse Ier délègue officiellement son autorité sur la Provence à Raymond Bérenger IV, l'arlésien Porcel (de la Maison des Porcellets) figure parmi les quatre membres du conseil restreint sans lequel, le frère du roi ne pourra prendre aucune décision importante.
- 1183 : le 25 ou 31 mars, les arlésiens Porcel d'Arles et Rostaing Porcelet sont les témoins de l'acte par lequel Alphonse Ier cède le comté de Rodez, le Carlat et le Gévaudan à Nuno Sanche de Roussillon.
- 1185 : En avril, l'arlésien Guilhem Porcellets devient l'homme lige de l'Hôpital.
- 1186 : le 4 mars, dans l'église Notre-Dame (La Major), le commandeur de Saint-Thomas Guilhem Avostenc, assiste à la rédaction du testament de l'arlésien Rostaing Porcellets reçu comme frère et qui y fait élection de sépultur.
- 1188 : la famille des Porcellets parvient à battre le puissant lignage de Fos dans le cadre d'une guerre privée, agrandissant ainsi son domaine à Aix-en-Provence et dans le pays de l'étang de Berre.
- 1190 : le 26 janvier, dans l'île de Jarnègues, l'arlésien Uc Porcelet est témoin de la paix entre Alphonse Ier et Raymond VI de Toulouse.
- 1202 : À l'instigation de l'archevêque les deux consulats du Bourg et de la cité sont réunis. Dans le conflit lié à l'application du traité de 1193 qui oppose le comte de Forcalquier, allié des comtes de Toulouse et des Baux, au comte de Provence, les Porcellets suivent le parti catalan.
- 1204 : en avril, signature d'un pacte d'alliance dans la ville de Millau, entre Pierre II d'Aragon, Alphonse II de Provence et Raimond VI de Toulouse. L'arlésien Guilhem Porcellets est témoin.
- 1207 : En juillet, les Baux et les Porcellets passent à Arles un pacte avec Alphonse II avec lequel ils décident d'unir leurs efforts contre l'archevêque de la ville. Tous, ainsi que le comte de Toulouse, craignent les visées politiques de l'église, avec la tournée du légat Peire de Castelnau.
- 1208 : en janvier, meurtre de Peire de Castelnau assassiné par un proche du comte de Toulouse et des Porcellets aux portes d'Arles (probablement à Fourques ou à Trinquetaille).
- 1209 : le 15 juillet, l'armée des croisées se rend maître de la ville d'Arles et le légat du pape Arnaud Amaury ordonne la destruction de la forteresse arlésienne des Porcellets située sur l'île de la Cappe.
- 1214 : Accord commercial entre Arles et Marseille : il s'agit d'un traité d'alliance défensive pour faire obstacle aux ambitions d'Hugues des Baux allié aux Porcellets et à Nuno Sanche de Roussillon. Hugues des Baux s'allie à Nuno Sanche de Roussillon, régent de la Provence, et à Bertrand Porcelet pour faire la guerre à Arles. Par une action militaire commune, cette coalition redonne le consulat aux adversaires de l'archevêque.
- 1215 : novembre. L'arlésien Guilhem des Porcellets conseille le comte de Toulouse, Raimond au cours du concile de Latran.
- 1216 : mai. Au retour du concile de Latran, le fils du comte de Toulouse, le futur Raimond VII de Toulouse est acclamé par les villes de Marseille, de Tarascon et d'Avignon. À Arles, il est soutenu par Guilhem et Bertran Porcelet qui participent au siège de Beaucaire et à la reconquête de la Basse-Provence par la maison de Toulouse, mais qui échouent à retourner les Arlésiens de leur fidélité à leur archevêque.
- 1265 : Le 15 mai, Charles d'Anjou s'embarque à Marseille à destination de l'Italie à la conquête du royaume de Naples. Une grande partie de la noblesse arlésienne l'accompagne : Raymond, Bertrand et Barral des Baux, Guillaume des Porcellets, Bertrand et Richard d'Allamanon, Jacques et Rostang de Gantelmy et Feraud de Barras.
- 1282 : Guillaume des Porcellets (vice-roi de Sicile), chambellan de Charles d'Anjou roi de Naples, est le seul Français qui échappe aux vêpres siciliennes, en considération de "sa droiture et de sa vertu".
- 1298 : les Porcellets essayent en vain de récupérer leur seigneurie sur le vieux Bourg.

Référence : Histoire d'Arles à l'époque médiévale.
De la Provence à la Bourgogne
Au XVe siècle, on retrouve à Passonfontaine, bourg de la montagne du Doubs proche de la Suisse, la  famille de notables Porcelot/Pourcelot qui porte le titre héréditaire de « Bannelier de Cicon » durant la « période espagnole » de la Franche-Comté. Cette époque commence avec le prestigieux règne de l’Empereur romain-germanique Charles Quint qui administrait le Comté de Bourgogne hérité de Marie de Bourgogne, fille du Téméraire.
"Le clan familial Pourcelot est alors concentré à Passonfontaine ; les écrits mentionnent des agents seigneuriaux, des ecclésiastiques, des propriétaires fonciers et laboureurs, des maîtres d’usines, moulins et ateliers, des avocats voire des robins… La famille est intégrée aux élites comtoises ; elle possède un blason et noue des alliances matrimoniales flatteuses parmi les « gens d’état » voire les nobles « Montfaucon, Bouhelier, Vernerey ; elle participe à l’administration du Comté de Bourgogne (procureurs spéciaux, banneliers, greffiers, notaires, tabellions…) : elle compte de nombreux curés, abbés et moniales (Montbenoit, la Grâce-Dieu, Baume les Nonnes, Salins et Passonfontaine)"

## Généalogie
L'historien Martin Aurell, dans son ouvrage Une famille de la noblesse provençale au Moyen Âge : les Porcelet s'est essayé à reconstituer les filiations et branches de cette famille. Le texte qui suit en donne les principaux membres du Xe, XIe et début du XIIe siècle, c'est-à-dire jusqu'à l'établissement en 1251 de la 1re maison d'Anjou sur le comté de Provence, événement qui scelle la fin de l'autonomie de la noblesse provençale.
- Daidonat (c.950 - ap.1015, av.1019) épouse Armedruda[9]
  - Volverade[10] (c.987 - c.1067), fils aîné de Daidonat[11] qui épouse (c.1009) Bellitruda[12]
    - Rostaing[13]
      - Aloïsa[9]
      - Bertran[9], sacriste (? - 1105)[14]
      - Guilhem[9] (? - ap.1094)[15]
        - Jauffre
          - Porcel
            - Guillaume

        - Raymond
        - Bertrand

      - Peire[12] (? - ap. 1057)[12]
      - Raimon (av.1057 - ap.1101)[8]

    - Porcelet[16] (? - ap.1067)
      - Bertran[17] (? - ?)
      - Guilhem[17] (? - ap. 1125)
      - Raimon[17] (? - ?)
      - Porcel[18] (c.1035 - 1185)

  - Amelh[19] (? - ap.1056)
  - Rostaing[20] (? - 1056[9])
  - Rainaud[21]

## Personnalités

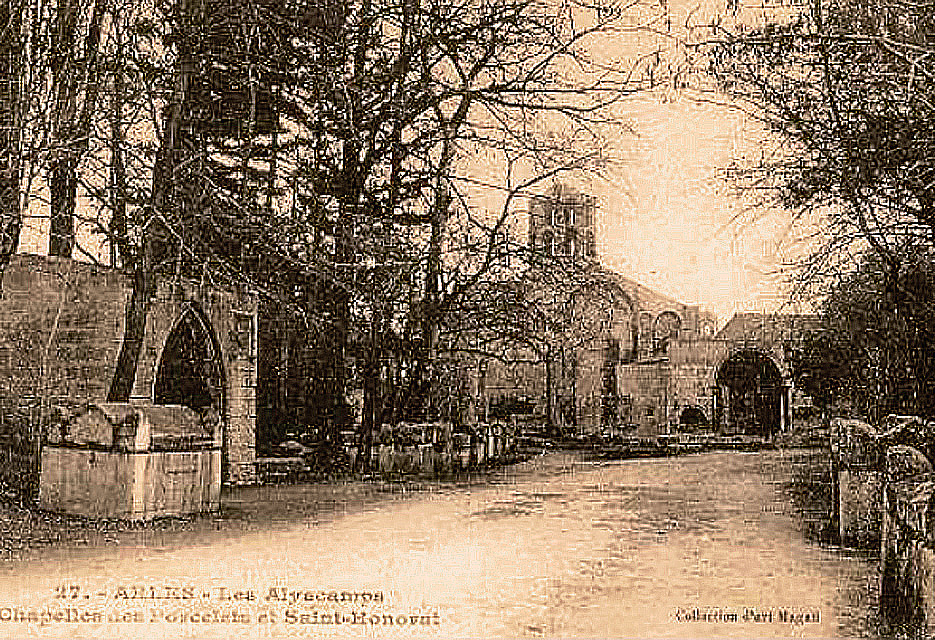
Chapelle des Porcelets aux Alyscamps.

- Bertran de Porcellet, sacriste de la cathédrale Saint-Trophime à Arles, aurait participé à la première Croisade et a signé le codicille de Raymond IV de Toulouse, fait en Syrie le 31 janvier 1105.
- Guillaume I des Porcellets, seigneur du Vieux-Bourg d'Arles, de Martigues, de Fos et du château d'Aix, considéré comme un sauveur du roi Richard Ier d'Angleterre "Cœur de Lion"[22].
- Guillaume III des Porcellets, chambellan de Charles d'Anjou, roi de Naples, seul Français qui échappa aux vêpres siciliennes (30 mars 1282) "en considération de sa droiture et de sa vertu".
- Rainaud de Porcellet, évêque de Digne de 1303 à 1318.
- Jean des Porcelets de Maillane, évêque de Toul de 1607 à 1624 et fondateur de Porcelette.
- Pierre des Porcellets, conseiller du roi Louis XV, lieutenant général du siège d'Arles.
- Tannegui des Porcellets, chevalier, seigneur de Maillane, du Luc et de la Tour d'Aigues, gouverneur et viguier des châteaux de Beaucaire.

## Titres
Les membres de la maison des Porcellets ont porté les titres suivants :
- Seigneur du Vieux-Bourg d'Arles (à peu-près le quartier actuel de la Roquette), de Maillane, de Martigues, de Fos, de Digne, de la Vallée Saint-Pierre, de Riez, de Fournès, de Galignan, de Gildon de Sénas, de Saint-Paul, du Jou, de Varagenes, de La Gardiolle, du Pont Crouzet, de la Baume, de Solliès.

- Vice-Roi de Sicile
- Baron d'Arboux
- Baron de Provence
- Marquis de Maillane
- Comte de Tolet
- Comte de Baron